# Dudley Doolittle

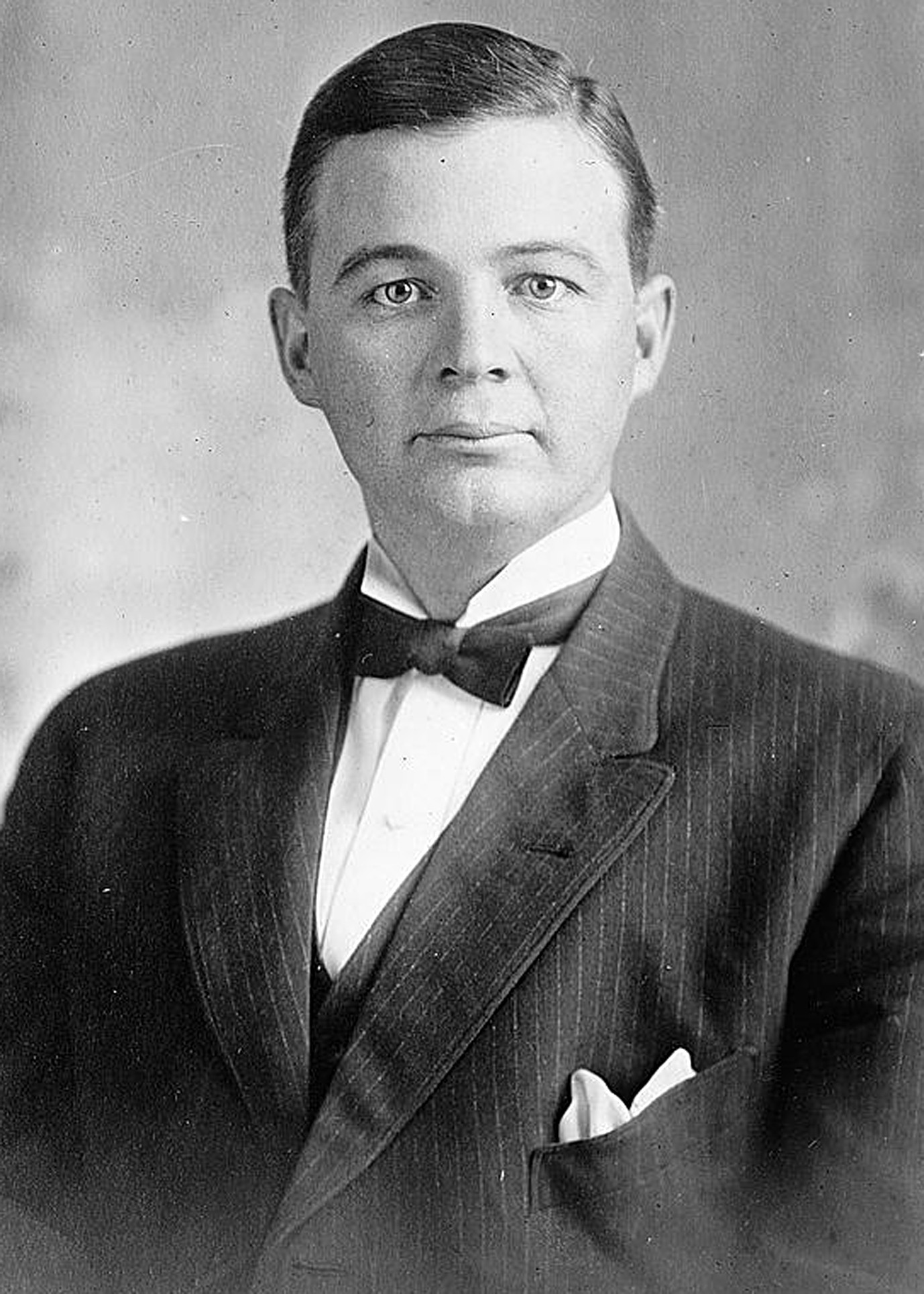
Dudley Doolittle

Dudley Doolittle (* 21. Juni 1881 in Cottonwood Falls, Chase County, Kansas; † 14. November 1957 in Emporia, Kansas) war ein US-amerikanischer Politiker. Zwischen 1913 und 1919 vertrat er den vierten Wahlbezirk des Bundesstaates Kansas im US-Repräsentantenhaus.

## Werdegang
Dudley Doolittle besuchte die öffentlichen Schulen seiner Heimat. Danach studierte er an der University of Kansas in Lawrence Jura. Nach seiner im Jahr 1903 erfolgten Zulassung als Rechtsanwalt begann er in Cottonwood Falls in seinem neuen Beruf zu praktizieren. Zwischen 1908 und 1912 amtierte er als Bezirksstaatsanwalt im Chase County. Politisch war er Mitglied der Demokratischen Partei. Im Jahr 1912 wurde Doolittle zum Bürgermeister der Stadt Strong City gewählt.
1912 wurde er im vierten Distrikt von Kansas in das US-Repräsentantenhaus in Washington, D.C. gewählt, wo er am 4. März 1913 die Nachfolge des Republikaners Fred S. Jackson antrat. Nach zwei Wiederwahlen konnte er bis zum 3. März 1919 drei Legislaturperioden im Kongress absolvieren. In diese Zeit fiel der Erste Weltkrieg. Bei den Wahlen des Jahres 1918 unterlag er dem Republikaner Homer Hoch.
Im Jahr 1919 vertrat er das US-Finanzministerium in Italien und 1920 wurde er Bundesbeauftragter zur Überwachung des Prohibitionsgesetzes in Kansas. Zwischen 1921 und 1934 arbeitete Doolittle als Anwalt sowohl in Kansas City (Missouri) als auch in der Bundeshauptstadt Washington. 1925 wurde er ins Democratic National Committee gewählt. In den Jahren 1934 bis 1938 war er im neunten Bezirk Ansprechpartner der im Zuge der Weltwirtschaftskrise gegründeten Kreditanstalt für Farmer (Farm Credit Administration). Zwischen 1938 und 1940 war Doolittle im Vorstand und auch Leiter des College of Emporia. Danach war er Präsident der Strong City State Bank. Schließlich fungierte er bis zu seinem Tod im Jahr 1957 als Direktor der Exchange National Bank of Cottonwood Falls.